# Skillingaryds församling
Skillingaryds församling är från 2014 en församling inom Svenska kyrkan i Östbo-Västbo kontrakt av Växjö stift i västra delen av Jönköpings län, Vaggeryds kommun. Församlingen utgör ett eget pastorat.

## Administrativ historik
Församlingen bildades 2014 genom sammanläggning av Tofteryds församling, Hagshults församling och Åkers församling. Församlingen utgör ett eget pastorat som är detsamma som tidigare Tofteryds pastorat.

## Kyrkor
- Tofteryds kyrka
- Skillingaryds kyrka
- Åkers kyrka
- Hagshults kyrka